# Каналы ввода-вывода
Каналы ввода-вывода (англ. input-output channel, IOC, КВВ) и интерфейсы обеспечивают взаимодействие центральных устройств вычислительной машины и периферийных устройств.
Каналы ввода-вывода — самостоятельные в логическом отношении устройства, которые работают под управлением собственных программ, находящихся в памяти.
В современных машинах КВВ называют периферийными процессорами или процессорами ввода-вывода.

## Функции
КВВ и интерфейсы выполняют следующие функции:
1. Позволяют иметь машины с переменным составом периферийных устройств.
2. Обеспечивают параллельную работу периферийных устройств как между собой, так и по отношению к процессору.
3. Обеспечивают автоматическое распознавание и реакцию процессора на различные ситуации, возникающие в периферийных устройствах.

## Виды
Существует три вида каналов ввода-вывода:
1. Мультиплексный канал. Сам канал быстродействующий, но обслуживает медленное периферийное устройство. При этом, подключившись к одному устройству, подаёт одно машинное слово, и после этого подключается к другому.
2. Селекторный канал. Канал быстродействующий и обслуживает быстрые устройства. При этом подключившись к одному устройству, передаёт всю информацию, и после этого подключается к другому устройству.
3. Блок-мультиплексорный канал. Подключившись к одному устройству, передаёт часть информации. После этого подключается к другому устройству.